# Babia quadriguttata
Babia quadriguttata är en skalbaggsart som först beskrevs av Olivier 1791.  Babia quadriguttata ingår i släktet Babia och familjen bladbaggar.

## Underarter
Arten delas in i följande underarter:
- B. q. quadriguttata
- B. q. magnasmokiae
- B. q. pulla